# Співтовариство європейських залізниць та інфраструктурних компаній
Співтовариство європейських залізниць та інфраструктурних компаній (СЄЗ) (англ. Community of European Railway and Infrastructure Companies (CER)) об'єднує 75 залізниць та компаній залізничної інфраструктури країн Європейського Союзу, країн-кандидатів Македонії та Туреччини, а також країн Західних Балкан, Норвегії та Швейцарії.
Співтовариство базується в Брюсселі представляє інтереси членів товариства в Європейському Парламенті, Європейській комісії and Раді Євросоюзу, а також в інших політичних та транспортних інституціях.
Основним завданням Співтовариства є розвиток залізниць як невід'ємної складової надійних транспортних систем, які є ефективними та екологічно безпечними. Ключовим напрямком для досягнення цієї мети Співтовариство вважає створення більш збалансованих транспортних систем, зменшення витрат і покращення економічної ефективності. Паралельно з підтримкою внутрішніх ініціатив залізниць з покращення якості сервісу, Співтовариство сприяє пошуку інвестицій в інфраструктурні залізничні проекти.
Співтовариство працює в усіх сферах, що мають значення для залізниць, розробляючи поради та рекомендації європейським політикам та інституціям. Співтовариство відслідковує та вносить свій вклад в європейську політику щодо залізниць. Його діяльність розповсюджується га весь спектр європейської транспортної політики: інфраструктурне планування, пасажирські та вантажні послуги, навколишнє середовище, дослідження та розвиток, соціальний діалог.
19 вересня 2016 року Укрзалізниця стала партнером Співтовариства європейських залізниць